# 日向市立日向中学校
日向市立日向中学校（ひゅうがしりつ ひゅうがちゅうがっこう）は、宮崎県日向市大字富高にある公立中学校。

## 概要
日向市の人口増加に伴い、富島中学校から分離する形で開校した。校地は日向市街地の西側の丘陵に建設され、市街地を見下ろすことができる。校区内に宮崎県立日向ひまわり支援学校が所在し、年間を通して交流教育を行っている。
- 生徒数339名

（2010年（平成22年）度）

## 沿革
- 1959年（昭和34年）3月25日 - 富島中学校西校舎設置。
- 1961年（昭和36年）4月1日 - 日向市立日向中学校として独立する形で開校。
  - 開校時生徒数：1227名
- 1981年（昭和56年）4月1日 - 財光寺中学校が分離独立。

- 2016年（平成28年）新校舎が完成。

## 通学区域

### 富高小学校通学区域
- 上町
- 北町
- 本町
- 中町
- 都町
- 南町

- 北町1丁目 - 3丁目
- 迎洋園1丁目・2丁目
- 春原町1・2丁目
- 鶴町1丁目の一部,2丁目の一部
- 向江町1丁目の一部
- 亀崎1丁目及び亀崎2丁目の一部

- 大字富高
- 大字塩見

（千束口、新財市の一部）

### 塩見小学校通学区域
- 大字塩見
  - （新財市の一部を除く）

## 交通
- JR日向市駅下車。

## 行事
・入学式(4月)
・修学旅行(2年生・12月) 
・体育大会(9月) 
・緑風祭(10月) 
・立志のつどい(2年生・2月)
・クラスマッチ(3月) 
・卒業式(3月)

## 生徒会活動・部活動など
- 野球部

男女混合チームで活動している。
- サッカー部

男子のみ。
- バスケットボール部

男子・女子分かれている。
- ソフトボール部

女子のみ。
- バドミントン部

男子・女子分かれている。
- ソフトテニス部

女子のみ。練習は主に校内のテニスコートで行う。
- 卓球部

男子・女子分かれている。
- 陸上競技部

陸上部は毎年県内の陸上部強豪校として名を馳せている。
- 吹奏楽部

男女混合で活動している。日向中学校吹奏楽部は2019年度全日本吹奏楽コンクール宮崎支部予選において、金賞を受賞し、南九州小編成吹
奏楽コンテストへの出場を果たした。また、県内の有名講師を招き質の高い部活動を行っている。毎年秋に市内のホールで定期演奏会を開
催している。また、校内のイベント(文化祭、体育大会、入学式等)で演奏する他、他校と合同で演奏する機会もある。2017年の世界ジュニ
アサーフィン大会において開会パレードを日向中学校・財光寺中学校・大王谷中学校・富島中学校の4校で先導演奏し、海外メディアからも
一時的に注目された。また、財光寺中学校とは合同練習を度々行っている。

## 著名な関係者
- 十屋幸平 - 日向市長